# Anabasis brevifolia
Anabasis brevifolia är en amarantväxtart som beskrevs av Carl Anton von Meyer. Anabasis brevifolia ingår i släktet Anabasis och familjen amarantväxter. Inga underarter finns listade i Catalogue of Life.